# Paul Boberg
Johan Paul Boberg, född 14 augusti 1884 i Brunskogs församling, Värmlands län, död 20 februari 1947 i Växjö församling, Kronobergs län, var en svensk arkitekt och museiman.

## Biografi
Paul Boberg studerade 1905–1908 vid Tekniska skolan och vid Högre konstindustriella skolan i Stockholm. 1909 flyttade han till Växjö där han tillträdde en tjänst som teckningslärare vid Växjö högre allmänna läroverk samtidigt som han etablerade sin arkitektfirma. Han ritade mellan 120 och 150 byggnader, varav hälften var villor i Växjöstadsdelarna Söder och Väster.
Paul Boberg var bland annat vd och styrelsemedlem i Växjö teater och ledamot av stadsfullmäktige. 1925–1940 var han chef för Smålands museum, där också hans omfattande arkiv är bevarat.
Vid Bobergs bortgång övertogs arkitektkontoret av Bent Jörgen Jörgensen, en avlägsen släkting på Paul Bobergs hustrus sida.

## Verk i urval
- Brunnen i Evedal, 1920
- Hyltebruks kyrka (1924)
- Palladium, Växjö (1925)
- Kronobergs läns sparbank, Växjö (1925)
- Västra Torsås kapell (1929)
- Åseda kommunhus (1928)
- Församlingshem i Vetlanda (1935)
- Virserums sparbank (1937)
- Fröseke kapell (1939)
- Emmaboda kyrka, ombyggnad (1941)
- Skillingaryds kyrka (1941)

## Bilder

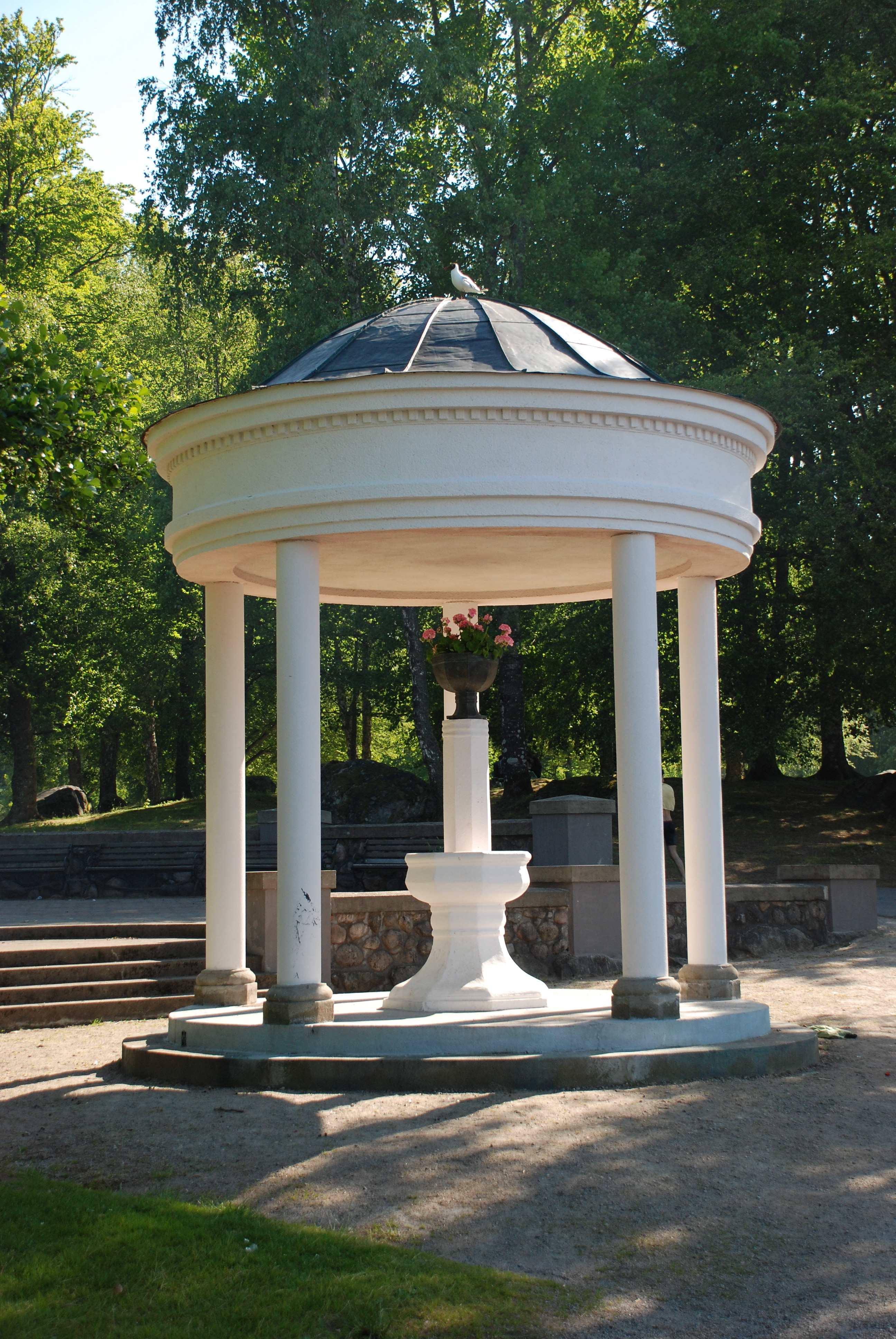
Brunnen i Evedal
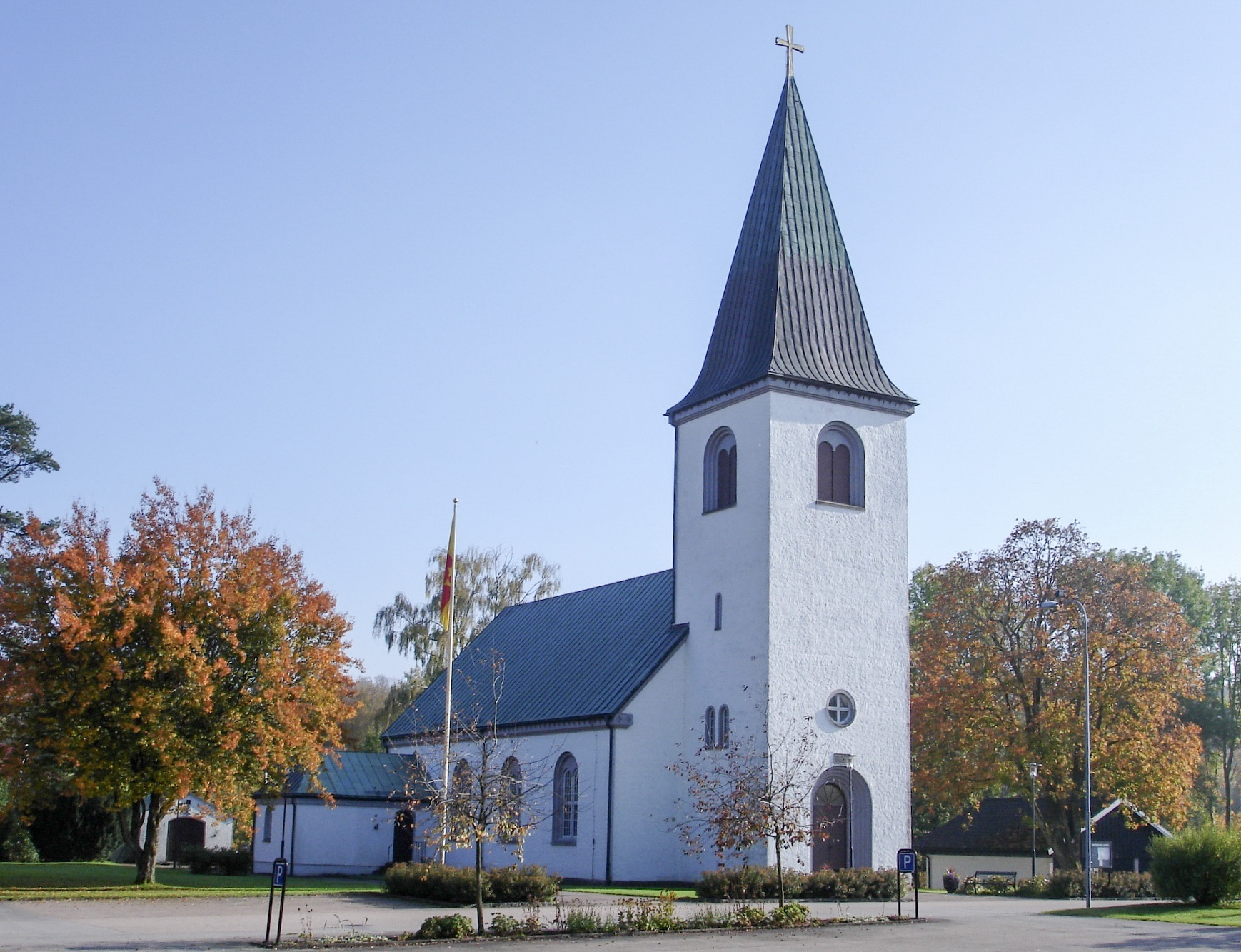
Hyltebruks kyrka
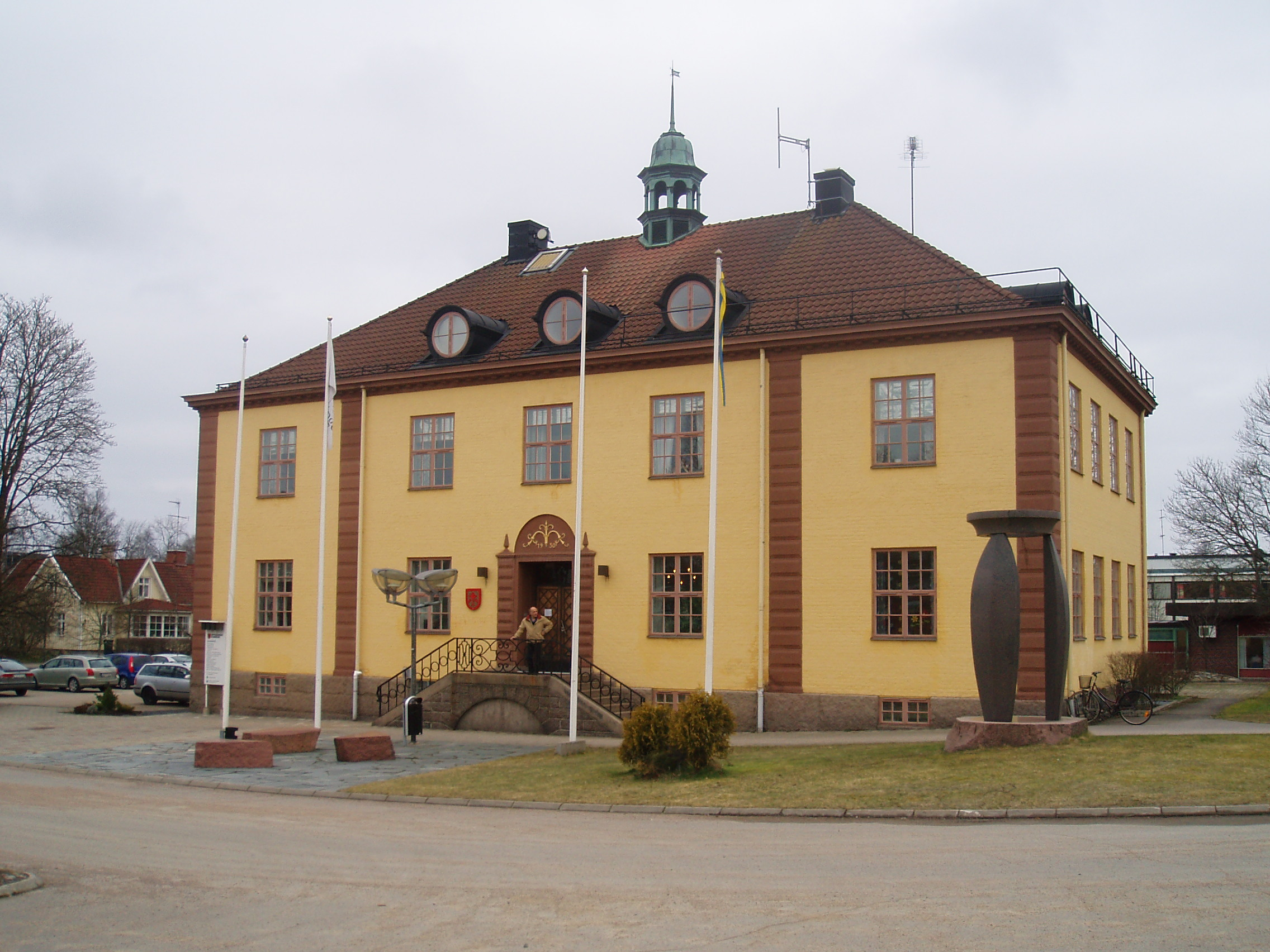
Åseda kommunhus
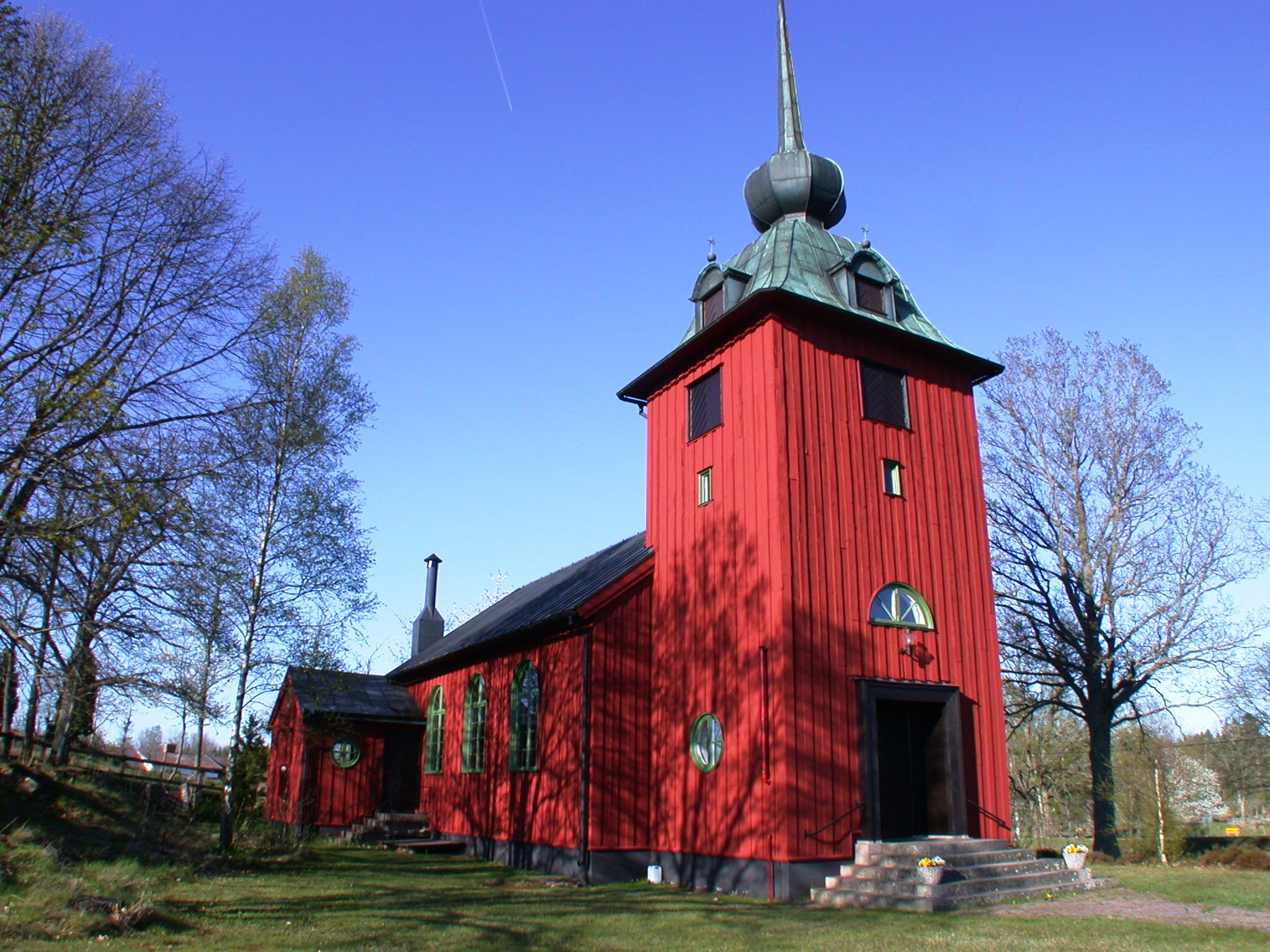
Fröseke kapell
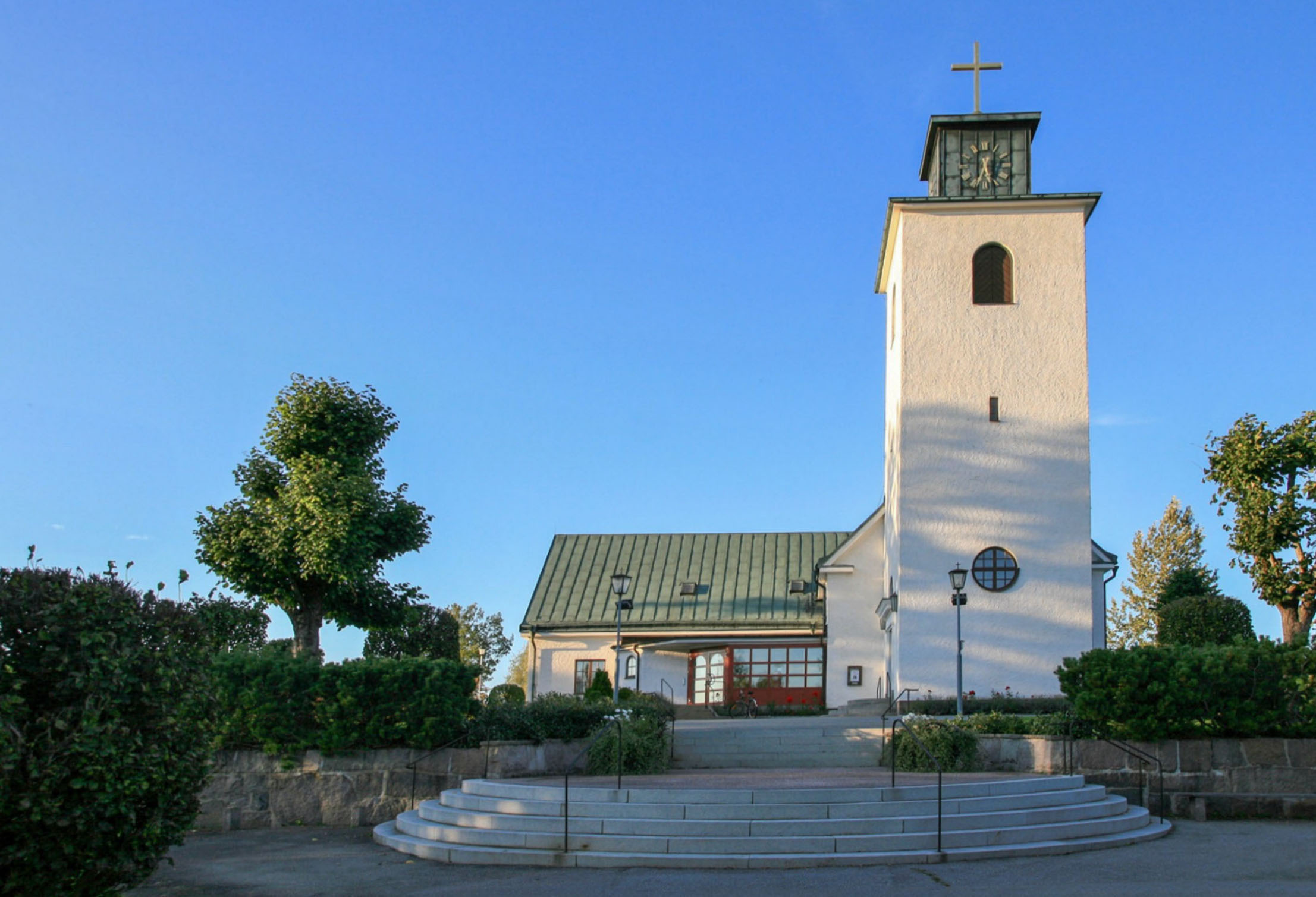
Emmaboda kyrka